# Burghof (Soest)

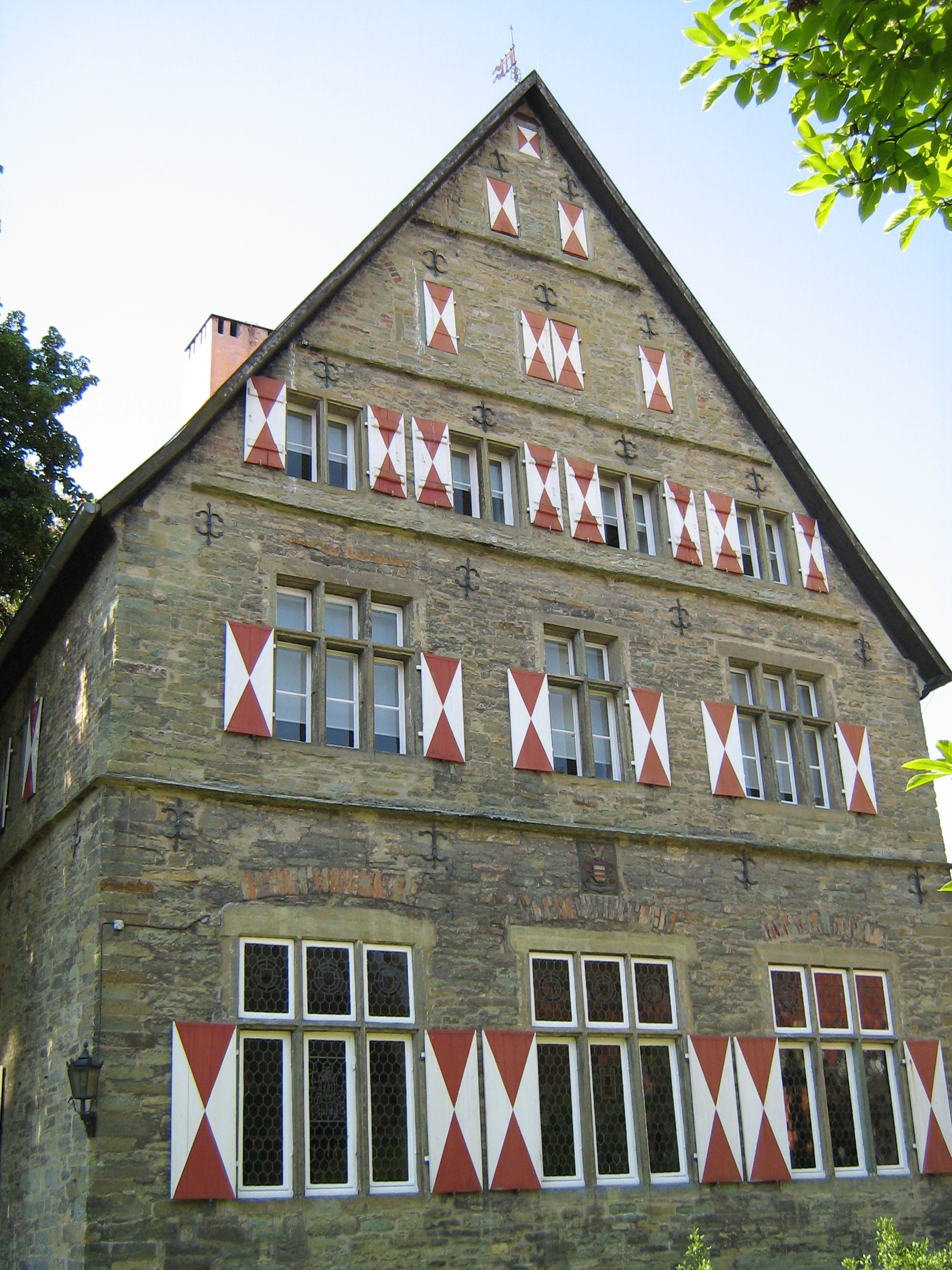
Frontansicht des Burghofs in Soest (Blick von Osten)

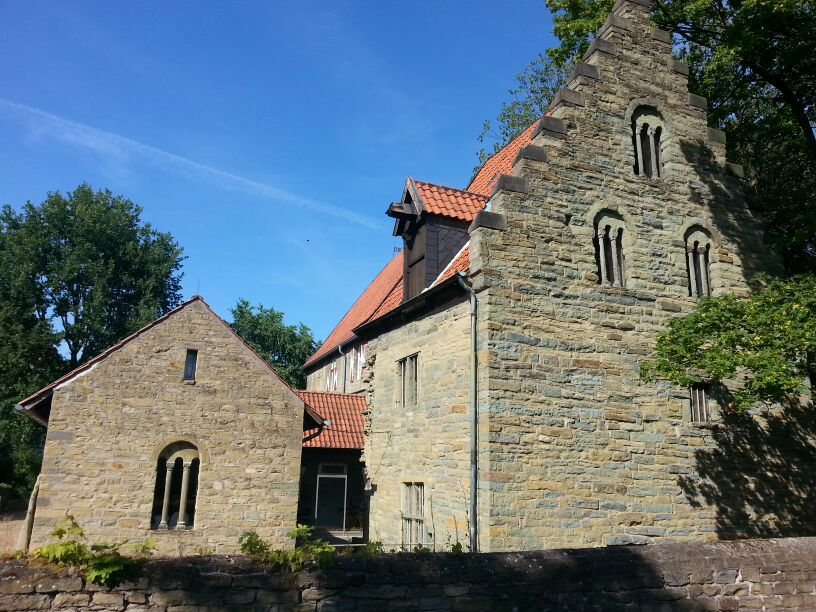
Romanisches Haus am Burghof in Soest, Pollhofstraße

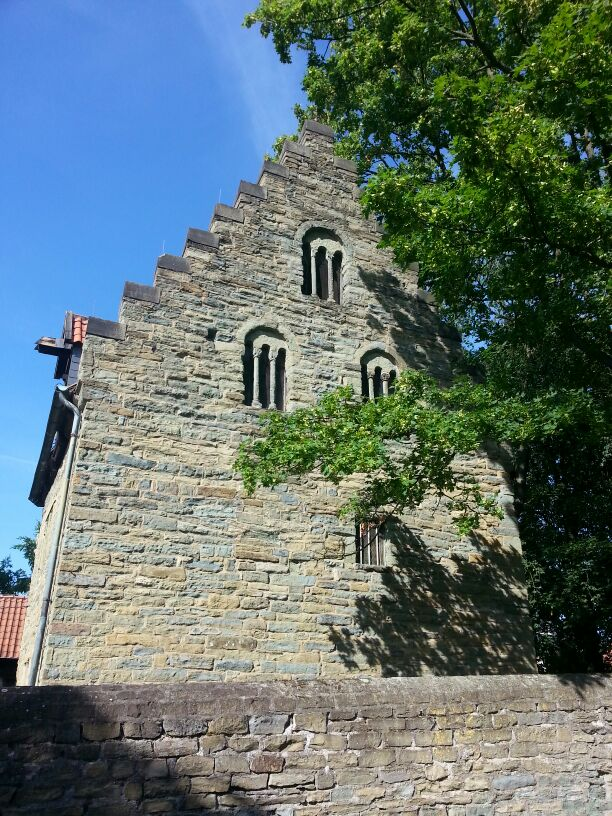
Romanisches Haus in Soest

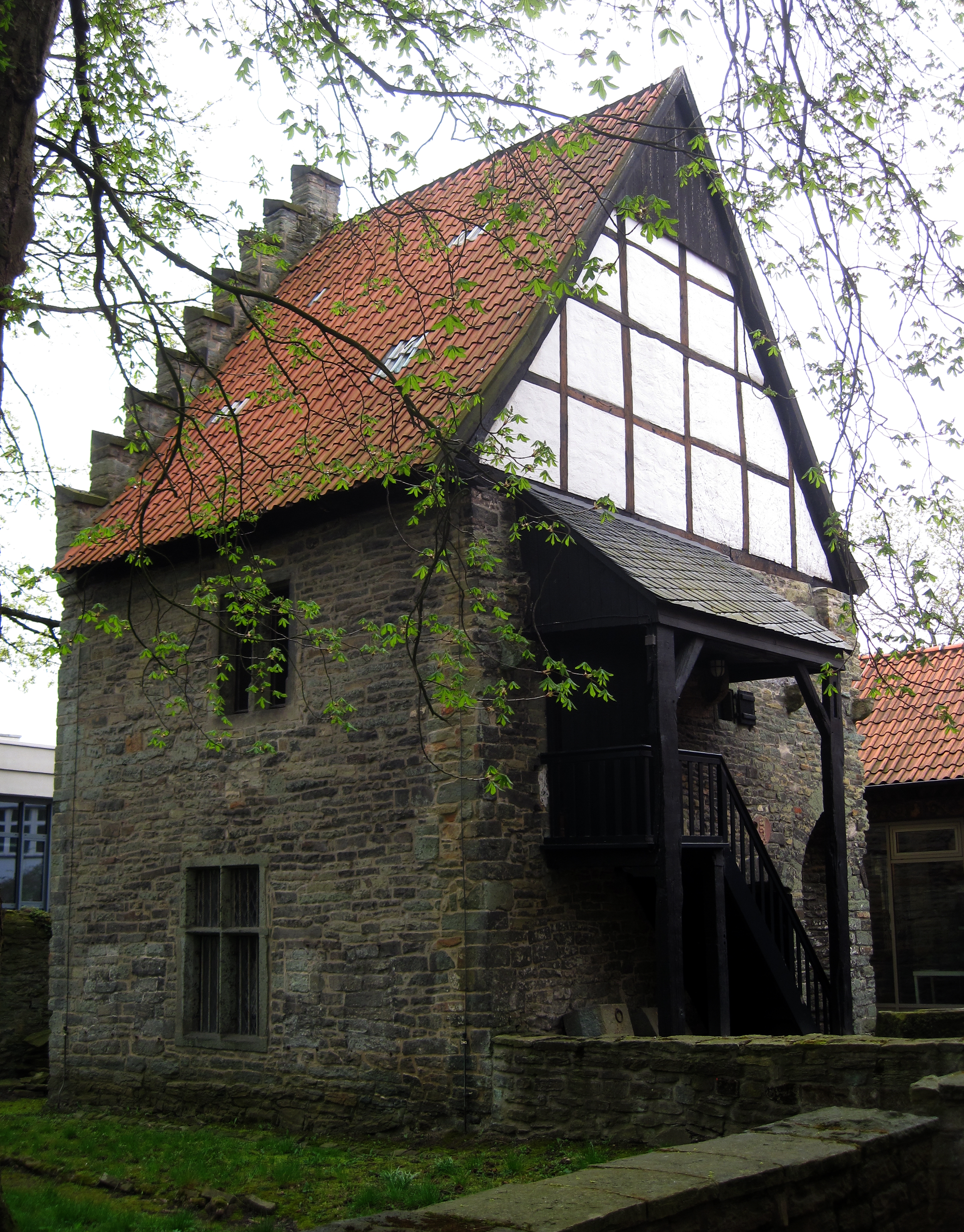
Soest-Pollhofstr23-1-Asio

Der Burghof ist ein altes Patrizierhaus in Soest mit stadtgeschichtlichem Burghofmuseum und historischem Festsaal. Unmittelbar benachbart ist das sogenannte Romanische Haus von 1180, ein fast original erhaltenes wohnturmartiges Gebäude, das älteste noch existierende Wohnhaus zwischen Rhein und Weser.

## Geschichte
Bisher ist es nicht gelungen, den für heutige Ohren irreführenden Namen des Burghofes eindeutig zu erklären. Eine Burg oder etwas Ähnliches ist für die nähere Umgebung, z. B. auch die nahegelegene Straße „Auf der Borg“, nicht nachgewiesen. Der Burghof befindet sich auf dem Gelände eines mittelalterlichen Ministerialensitzes; möglicherweise ist dies der Grund für den ungewöhnlichen Namen. Das Hauptgebäude, in dem sich heute der größere Teil des Museums befindet, stammt aus den Jahren 1559–1560. Es wurde  aus Grünsandstein im Renaissancestil erbaut. Historisch ist der Burghof mit zwei in Soest sehr einflussreichen Familien verknüpft: der Familie von Dael (Erbauer, Fernhandelskaufleute und Bürgermeister) und der Familie von Fürstenberg. Der historische Rittersaal gibt einen guten Eindruck vom Reichtum dieser Familien. Hier findet heute das alljährliche Philippsessen statt. Dieser Saal wird aufgrund seines feierlichen Ambientes auch für standesamtliche Trauungen genutzt.

## Museum
Der Burghof beherbergt seit 1909 die stadtgeschichtliche Sammlung. Der historische Bogen greift mit den verschiedenen Abteilungen weit aus: Entsprechend der Geschichte Soests als eines uralten Siedlungsplatzes beginnt die Sammlung mit der Jungsteinzeit und setzt sich dann bis zum Anfang des 19. Jahrhunderts fort, jedoch mit zunehmend alltagsgeschichtlicher (heimatkundlicher) Ausrichtung.
Von besonderer Bedeutung ist eine zum Museum gehörige Ausstellung mit Druckgrafiken zum Lebenswerk Heinrich Aldegrevers.
Im Garten des Burghofmuseums befinden sich Skulpturen verschiedener Künstler, archäologische Fundstücke sowie ein vollständig erhaltener Luftschutz-Deckungsgraben aus dem Jahr 1943, der besichtigt werden kann.